# Azorska struja
Azorska struja je topla morska struja na sjeveru suptropskog dijela Atlantskog oceana. Nataje kao ogranak Golfske struje. Oko četvrtina količine vode koju transportira Golfska struja odvaja se od nje i nastavlja na 35° do 40° zemljopisne širine strujanje prema istoku. Jugoistočno od Azora miješa se i do tog mjesta već nešto ohlađena postaje veći dio Kanarske struje
vidi i: 
- morske struje
- termohalinska cirkulacija

## Poveznice
- Shematski prikaz važnijih morskih struja